# Kazimierz Jałocha
Kazimierz Jałocha (ur. 15 lutego 1949 w Golkowicach) – polski piłkarz występujący na pozycji obrońcy.
Wychowanek Wróblowianki Kraków, następnie zawodnik m.in. dwóch klubów ekstraklasy – Legii Warszawa i ŁKS-u Łódź.
Brat Jana Jałochy, uczestnika mundialu z 1982 roku, ojciec Marcina Jałochy, medalisty IO w Barcelonie z 1992 roku.